# Рост человека

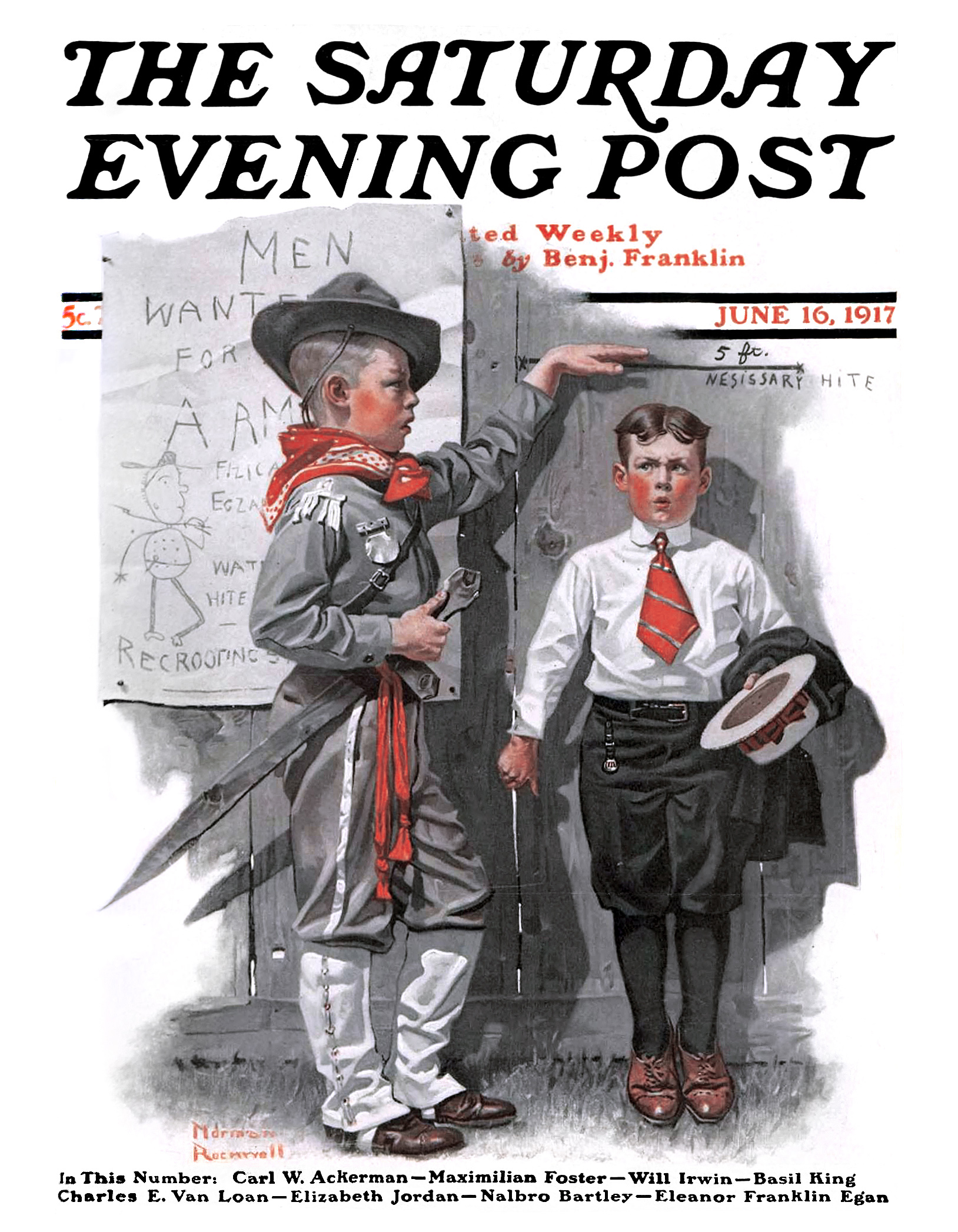
Иллюстрация Необходимый рост Нормана Роквелла для Saturday Evening Post 1917 года

Рост человека; или длина́ те́ла челове́ка — расстояние от верхушечной точки головы до плоскости стоп. В антропологии рост является одним из общих антропометрических признаков. Входит в список показателей физического развития человека.
На рост человека влияют гены и, что не менее важно, окружающая среда. К факторам окружающей среды  можно отнести состав вдыхаемого воздуха, состав употребляемых продуктов питания, стрессовые условия, качество сна, длительные силовые нагрузки, болезни, интенсивность солнечного излучения и многое другое. К генетическим факторам можно отнести пол, возраст, запланированное (генетически) развитие тела, наследственные болезни и прочее. Так, к примеру, средний рост китайцев-горожан — 175 см (у мужчин) и 170 см (у женщин).
По данным всемирного сообщества учёных-медиков «NCD Risk Factor Collaboration» (NCD-RisC), на 2024 год, самый высокий средний рост среди мужчин в Нидерландах: 182,5 см и среди женщин в Латвии: 169,8 см. Самые низкорослые, на 2014 год, мужчины Восточного Тимора со средним ростом 159,8 см и гватемальские женщины: 149,4 см. За последнее столетие больше всех выросли южнокорейские женщины (более 20 см) и иранские мужчины (16,5 см).
У взрослых патологическое повышение уровня соматотропина или длительное введение экзогенного соматотропина в дозах, характерных для растущего организма, приводит к утолщению костей и огрублению черт лица, увеличению размеров языка — так называемому акромегалоидному строению скелета.
В целом человечество постепенно «растёт». Если 50 лет назад средний рост был 160 сантиметров, то сейчас на 5 сантиметров больше. Примерно на килограмм увеличилась в среднем и его масса.
У подростков перемены ещё более заметны. Средний рост современного подростка на 5—7 сантиметров выше, чем у его сверстника 30-х годов.
Эпохальное изменение роста человека называется акселерация. К примеру, неандертальцы были ниже ростом современного человека (155—165 см), но кроманьонцы почти не отличались ростом от него (180—188 см). Примерно такой же рост имели жители Древнего Египта и представители крито-минойской цивилизации. В эпоху Средневековья рост человека начал снижаться. Известно, к примеру, что викинги производили впечатление своим ростом на жителей континентальной Европы, между тем, средний рост мужчин в тогдашней Скандинавии составлял 170,5 см, а женщин — около 158 см. Но за последние 100 лет длина тела человека вновь резко увеличилась.
Увеличение роста на протяжении XIX и XX веков, вероятней всего, было связано с техническим прогрессом в сельскохозяйственной сфере. Скачок продуктивности повлиял и на производство продуктов, содержащих белок, что в свою очередь сказалась на средней длине человеческого тела. В некоторых странах возрастание среднего роста происходило медленнее, в частности, из-за пищевых табу (например, отказ от свинины или мяса в целом по религиозным причинам) или из-за привычной низкобелковой диеты (к примеру, в Японии).

## Способы увеличения роста
Увеличение роста человека может осуществляться двумя путями — хирургическим и физиологическим.
Хирургический метод предполагает оперативное вмешательство в организм человека. При таком вмешательстве кости голеней или бёдер рассекаются, после чего оперируемый сегмент удлиняют при помощи аппарата Илизарова, который позволяет выполнять продольное увеличение костной ткани в среднем на 1 мм в сутки. В настоящее время существует несколько специализированных центров, выполняющих подобные операции. Хирургический метод даёт хорошие результаты практически в любом возрасте. Однако он имеет много недостатков: сроки реабилитации после операции составляют около года, есть риск различных осложнений. Наконец, при таком подходе человек становится непропорциональным, потому что удлиняются только его ноги. Хотя данный способ позволяет производить коррекцию роста при различных заболеваниях, когда изначально имеется диспропорция длин сегментов конечности и туловища — болезнь Олье, ахондроплазия, гипохондроплазия и т. д.
Для удлинения туловища существуют тракционные тренажёры для позвоночника, которые можно использовать в домашних условиях. Этот способ не требует материальных затрат, и не опасен, как операция. Если использовать и этот метод после вышеописанного, можно достичь ещё более высоких показателей роста.
Физиологический метод основан на естественной способности зон роста увеличивать продольный размер костей скелета. Наиболее значительное увеличение происходит при воздействии на зоны роста соматотропного гормона. С завершением периода полового созревания зоны роста угнетаются воздействием гормона тестостерона. Физиологический метод увеличения основан на комплексе различных воздействий на зоны роста: специальные физические упражнения (вис на турнике, вытягивания, прогибы), особый рацион, биологические добавки к пище, специальный режим дня. Физиологический метод требует бо́льших временных затрат и, в сравнении с хирургическим, менее эффективен. Однако данный метод хорош тем, что он не мешает вести повседневную деятельность, не опасен осложнениями и стимулирует человека к здоровому образу жизни. После завершения естественного формирования и роста скелета (20—30 лет) применение гормонов роста (щитовидной железы, надпочечников, гипофиза).

## Некоторые факты
- Карлики почти всегда имеют детей нормального роста, даже если оба родителя — карлики[5].
- Самой низкой парой молодожёнов были отнюдь не «генерал и миссис Том Мальчик-с-Пальчик» — Чарльз и Литвиния Страттон из шоу П. Т. Барнума. Эта честь принадлежит бразильской паре — Дугласу Мэйстру Брейгеру де Сильва и Клодии Перейре Роча, которые поженились 26 октября 1998 года. Их рост составлял 89 и 91 сантиметр соответственно[5].

## Средние возрастные изменения роста
Человек растёт неравномерно. Быстрее всего длина человеческого тела увеличивается во внутриутробном периоде. При рождении рост мальчиков в среднем достигает 51,5 см, девочек — 51 см. Затем рост замедляется. В первый год жизни ребёнок вырастает в среднем на 24 см, во второй и третий — на 10 см в год, с 3 до 7 лет — на 6—6,5 и прибавка роста составляет 5—7 см в год. Поскольку у девочек половое созревание начинается раньше, они в этот период обгоняют мальчиков в росте, но после 14 лет мальчики догоняют и перегоняют своих сверстниц.
Рост у мужчин завершается в среднем в 18—20 лет, у женщин — в 16—18.

## Средний рост человека в России
- По данным всемирного сообщества учёных-медиков «NCD Risk Factor Collaboration» (NCD-RisC), средний рост российских мужчин в 1914 году составлял 167 см, женщин — 153,6 см[2].
- В 1960-е годы, по данным Всемирной организации здравоохранения, средний рост мужчин в СССР составлял 168 см, женщин — 157 см[7].
- В течение следующих 50 лет рост и мужчин, и женщин увеличился примерно на 10 см: по данным на 2013 год, средний рост мужчин в России составлял 178 см, женщин — 166 см[7].
- По данным того же всемирного сообщества учёных-медиков «NCD Risk Factor Collaboration», средний рост российских мужчин на 2014 год — 176,5 см, женщин — 165,3 см[2].
- Согласно анализу случайной выборки 45 тысяч домохозяйств во всех субъектах РФ в 2018 году, средний рост мужчин в России составлял 176,4 см, женщин 164 см (при среднем весе 70,6 и 60,2 кг соответственно)[8].